# Cap-aux-Diamants (périodique)
Pour les articles homonymes, voir Cap-aux-Diamants.
La revue Cap-aux-Diamants est une revue académique consacrée à l'histoire du Québec. Publiée de façon trimestrielle depuis 1985, la revue s'intéresse à l'histoire quotidienne et populaire. Elle explore des sujets variés, allant de l'histoire religieuse à l'immigration, en passant par la société et les régions. Attirant de nombreux spécialistes, cette revue est considérée par certains commentateurs comme une « institution ». Son nom évoque la géographie et l'histoire de la ville de Québec : le Cap Diamant.

## Histoire
En 1983, le conseil d'administration de la Société historique de Québec invite le Groupe de recherche en histoire urbaine du Québec a créé en collaboration avec eux une nouvelle revue consacrée à l'histoire de la ville. Finalement fondée en avril 1985 par cinq étudiants à la maîtrise en histoire de l'Université Laval, la revue avait initialement pour objectif de se consacrer à l'histoire de la ville de Québec.
Le soutien de l'Université Laval, de la Ville de Québec et de la Société historique de Québec a contribué à la stabilité et au succès de la revue : l'université en fournissant gratuitement des locaux, la ville en offrant une subvention, et la société historique en fournissant un bassin d'abonnés.
Entre 1989 et 2009, la revue Cap-aux-Diamants a collaboré de multiples manières pour des projets éditoriaux, muséales et iconographiques. Par le biais de sa maison d'édition (Les éditions Cap-aux-Diamants), elle a publié plusieurs ouvrages. Le premier est un livre jeunesse qui paraît en 1989 sous le titre Ce jour-là en Nouvelle-France. Écrit par Barry Lane et illustré par Jean-Marc Sanchez, il propose de visiter la ville de Québec en suivant les pas d'un jeune officier français en mai 1747.
Au fil des années, la revue s'est adaptée aux développements technologiques. Tout en continuant d'être imprimée, la revue a été entièrement diffusée sur cédérom dans les années 1990, de même que sur le Web. Cette diversification aurait aidé la revue à toucher un public plus large.
Sous la direction de Yves Beauregard, l'un des membres fondateurs, la revue a élargi son champ d'intérêt, en ne se limitant plus à l'histoire locale, et a ainsi évolué pour devenir la principale publication d'histoire du Québec.
En 2010, à l'occasion de son 25e anniversaire, la revue organise avec la Commission franco-québécoise sur les lieux de mémoire communs un concours d'article en histoire rédigé par des étudiants universitaires ou des diplômés issus des différentes sciences historiques (archéologie, ethnologie, histoire, histoire de l'art, muséologie, etc.). Les textes gagnants sont publiés dans la revue et leurs auteurs reçoivent des bourses de 100$, 300$ et 500$. Le concours est désormais organisé en collaboration avec les Éditions du Septentrion. En date de 2021, il y a eu six éditions du concours,.

### Ligne éditoriale
Le magazine se spécialise dans la publication d'articles sur l'histoire de la vie culturelle et sociale du Québec. Elle se présente comme une revue de vulgarisation consacrée au passé des Québécois dont le but est la diffusion des connaissances historiques et le développement de nouvelles recherches.

## Prix et honneurs
- 1985 : Pierre Poulin, membre du comité de rédaction de Cap-aux-Diamants, reçoit un prix dans la cadre du « Programme de reconnaissance de l'excellence » de la Ville de Québec lors de l'Année internationale de la jeunesse pour son mémoire de maîtrise[12].
- 1987 : L'imprimerie La Renaissance de Sainte-Foy a remporté le premier prix dans la catégorie « revue » au concours Litho 87 de la papeterie Barber-Ellis de Montréal pour la revue Cap-aux-Diamants[13],[14].
- 1990 : Récipiendaire du prix Clio, catégorie Québec, mention honorifique, de la Société historique du Canada[15].
- 1991 : Récipiendaire du prix d'excellence de la Société de développement des périodiques culturels québécois (SODEP)[16]
- 2017 : Hommage du Salon du Livre de Québec à la revue et à son directeur[17]